# Modèles d'équilibre général dynamique stochastique
Un modèle d'équilibre général dynamique stochastique (en anglais, Dynamic Stochastic General Equilibrium, DSGE) est un modèle économique qui se base sur la théorie de l'équilibre général afin de permettre d'évaluer l'impact macroéconomique d'une politique monétaire ou budgétaire. 
Le modèle DSGE a été créé par l'école de la nouvelle économie keynésienne sur la base des travaux des modèles de cycles réels (modèles RBC) de Finn E. Kydland et Edward C. Prescott.

## Concept
Les modèles DSGE jouent un rôle majeur dans l'évaluation de l'impact macroéconomique des politiques économiques actuelles. Ces modèles sont utilisés, notamment, par les banques centrales et les institutions internationales comme le Fonds monétaire international.
Ces modèles reposent sur deux principes. Tout d'abord, sur une modélisation des agents économiques au niveau microéconomiques, avec une prise en compte des ménages, des entreprises et de l'État ; ensuite, sur des données passées qui permettent de calibrer le modèle et l'affiner. Les agents économiques sont considérés comme maximisant leurs utilités (pour les entreprises, leurs profits). 
L'objectif est de modéliser les variables macroéconomiques telles que la croissance économique, l'inflation, le chômage, etc. Le modèle est dit stochastique car il consiste pour le chercheur à introduire des processus stochastiques exogènes (dits « chocs ») qui modélisent un changement dans le système économique. Dans ces modèles, l'état de l'économie évolue par palier passant de l'instant t à l'instant t+1, les maximisations s'effectuent donc sur l'espérance de la somme des utilités ou des profits futurs tout en tenant compte des contraintes (prix, monnaie,...).
Les modèles DSGE sont issus d'un article séminal écrit par Finn E. Kydland et Edward C. Prescott, considéré comme le point de départ de cette branche des sciences économiques. Aujourd'hui, deux grandes écoles de pensée économiques utilisent ces modèles, avec des paramètres différents : la Nouvelle économie classique, avec des prix libres, et la Nouvelle économie keynésienne, avec des prix imposés par des entreprises monopolistiques.

## Un modèle dynamique d'équilibre général simple
Dans le modèle canonique, le marché est supposé complet. Aussi on ne considère qu'une entreprise et qu'un ménage par souci de simplicité.

### Le problème du ménage
Le ménage a pour objectif de maximiser son utilité, ou préférence, définie par
{\displaystyle \sum _{t=0}^{\infty }\beta ^{t}\log {c_{t}}}
avec {\displaystyle c_{t}} la consommation du ménage à l'instant t et {\displaystyle 0<\beta <1} un coefficient d'actualisation.
À chaque période le ménage doit satisfaire les contraintes de son budget
{\displaystyle c_{t}+k_{t+1}=w_{t}l_{t}+(1+z_{t}-\delta )k_{t}}
avec {\displaystyle k_{t}} le capital du ménage à l'instant t, {\displaystyle w_{t}} le salaire et {\displaystyle l_{t}} correspondant au temps de travail , {\displaystyle z_{t}} le taux d'intérêt du capital et {\displaystyle \delta } le taux de dépréciation du stock de capital.
Étant donné {\displaystyle \beta ,\delta ,w_{t},z_{t},l_{t},k_{0}} ce problème d'optimisation sous contrainte peut se résoudre avec la méthode des multiplicateur de Lagrange
{\displaystyle L(...,c_{t},k_{t},\lambda _{t},...)=\sum _{t=0}^{\infty }\beta ^{t}[\log {c_{t}}+\lambda _{t}(w_{t}l_{t}+(1+z_{t}-\delta )k_{t}-c_{t}-k_{t+1})]}
avec le multiplicateur de Lagrange {\displaystyle \lambda _{t}} appelé utilité marginale du revenu.
En annulant les dérivées partielles de L on obtient une série d'équations nécessaires pour les optimum de la fonction L.
dérivée par rapport à {\displaystyle c_{t}}, {\displaystyle 1/c_{t}=\lambda _{t}}
dérivée par rapport à {\displaystyle k_{t}}, {\displaystyle \lambda _{t}=\beta \lambda _{t+1}(1+z_{t+1}-\delta )}
De plus on a une condition dite de transversalité
{\displaystyle \lim _{t\rightarrow +\infty }\beta ^{t}\lambda _{t}z_{t+1}=0}

### Le problème de l'entreprise
Une entreprise est modélisée par sa fonction de production, ici une fonction de Cobb-Douglas à rendements d'échelle constants,
{\displaystyle y_{t}=A(k'_{t})^{\alpha }(l'_{t})^{1-\alpha }}
avec {\displaystyle k'_{t}} le capital nécessaire à la production {\displaystyle y_{t}} de la période t et {\displaystyle l'_{t}}, le travail.
Étant donné le taux d'intérêt du capital {\displaystyle z_{t}} et le prix du travail {\displaystyle w_{t}}, l'entreprise cherche à maximiser ses profits sur chaque période
{\displaystyle \max _{k'_{t},l'_{t}}A(k'_{t})^{\alpha }(l'_{t})^{1-\alpha }-z_{t}k'_{t}-w_{t}l'_{t}}
En annulant les dérivées partielles on obtient les équations nécessaires
{\displaystyle z_{t}=\alpha A(l'_{t}/k'_{t})^{1-\alpha }}
{\displaystyle w_{t}=(1-\alpha )A(k'_{t}/l'_{t})^{\alpha }}

### Les conditions d'équilibre du marché
- Sur un marché du travail inélastique {\displaystyle l'_{t}=l_{t}=1}.
- Sur le marché des capitaux {\displaystyle k'_{t}=k_{t}}.
- Dans une économie fermée sans gouvernement {\displaystyle y_{t}=c_{t}+k_{t+1}-(1-\delta )k_{t}}

### Synthèse des équations du modèle dynamique simple
L'ensemble des équations précédentes se résument en
{\displaystyle c_{t}+k_{t+1}=Ak_{t}^{\alpha }+(1-\delta )k_{t}}
{\displaystyle 1=\beta {\frac {c_{t}}{c_{t+1}}}(\alpha Ak_{t+1}^{\alpha -1}+1-\delta )}
ou encore
{\displaystyle Ak_{t+1}^{\alpha }+(1-\delta )k_{t+1}-k_{t+2}=\beta (Ak_{t}^{\alpha }+(1-\delta )k_{t}-k_{t+1})(\alpha Ak_{t+1}^{\alpha -1}+1-\delta )}
avec {\displaystyle k_{0}} le capital initial, {\displaystyle A} et {\displaystyle \alpha } les paramètres de la fonction de production, {\displaystyle \beta } le taux d'actualisation de la fonction utilité, et {\displaystyle \delta } le taux d'inflation les paramètres connus. Remarque contenu des hypothèses retenues ces équations ne dépendent ni des salaires, ni des taux d'intérêt.

### Solutions
Un tel problème peut être résolu en utilisant les techniques de programmation dynamique (voir aussi Dynamic_programming#Example: Mathematical optimization (en)). En particulier la fonction {\displaystyle \log } étant concave on peut montrer qu'il existe une fonction h telle que {\displaystyle c_{t}=h(k_{t})}.
Pour {\displaystyle \delta =1}, il existe une solution analytique
{\displaystyle h(k)=(1-\beta \alpha )Ak^{\alpha }}
Pour {\displaystyle \delta <1}, la seule possibilité est de recourir à des approximations. L'équation en k admet un point d'équilibre {\displaystyle {\overline {k}}} tel que
{\displaystyle 1=\beta (\alpha A{\overline {k}}^{\alpha -1}+1-\delta ).}
En introduisant la déviation logarithmique {\displaystyle {\hat {k}}_{t}=\log {(k_{t}/{\overline {k}})}} de {\displaystyle k_{t}} par rapport à {\displaystyle {\overline {k}}}, tel que {\displaystyle k_{t}-{\overline {k}}={\overline {k}}(\exp {{\hat {k}}_{t}}-1)\approx {\overline {k}}{\hat {k}}_{t}} pour {\displaystyle {\hat {k}}_{t}} proche de 0, on peut linéariser l'équation (LHS =RHS) autour du point d'équilibre.
Soit {\displaystyle f(k)=Ak^{\alpha }+(1-\delta )k},
{\displaystyle LHS=f(k_{t+1})-k_{t+2}\approx f({\overline {k}})-{\overline {k}}+f'({\overline {k}})(k_{t+1}-{\overline {k}})-(k_{t+2}-{\overline {k}})}
{\displaystyle LHS\approx f({\overline {k}})-{\overline {k}}+f'({\overline {k}}){\overline {k}}{\hat {k}}_{t+1}-{\overline {k}}{\hat {k}}_{t+2}}
de même
{\displaystyle RHS=\beta (f(k_{t})-k_{t+1})f'(k_{t+1})\approx \beta (f({\overline {k}})-{\overline {k}})f'({\overline {k}})+\beta {\overline {k}}f'({\overline {k}})(f'({\overline {k}}){\hat {k}}_{t}-{\hat {k}}_{t+1})+\beta (f({\overline {k}})-{\overline {k}})f''({\overline {k}}){\overline {k}}{\hat {k}}_{t+1}.}
Finalement on obtient une équation d'une suite récurrente linéaire de second ordre pour les différences
{\displaystyle {\hat {k}}_{t+2}=A_{0}{\hat {k}}_{t}+A_{1}{\hat {k}}_{t+1},}
avec {\displaystyle A_{0}=-\beta f'({\overline {k}})} et {\displaystyle A_{1}=\beta +f'({\overline {k}})-\beta (f({\overline {k}})-{\overline {k}})f''({\overline {k}})}.
Soit
{\displaystyle {\hat {k}}_{t}=w_{1}P_{1}^{t}+w_{2}P_{2}^{t}}
où {\displaystyle P_{i}=0.5(A_{1}+-{\sqrt {A_{1}^{2}+4A_{0}}})}, si le polynôme {\displaystyle X^{2}-A_{1}X-A_{0}} admet deux racines distinctes. En l’absence d'une condition initiale supplémentaire fixant {\displaystyle {\hat {k}}_{1}}, par exemple {\displaystyle c_{0}}, on obtient une famille de solutions. Par exemple pour {\displaystyle \beta =0.99}, {\displaystyle \alpha =0.34}, {\displaystyle \delta =0.02} et {\displaystyle A=1} on a {\displaystyle P_{1}=0.96} et {\displaystyle P_{2}=1.04}. Pour éviter les solutions tendant vers l'infini pour lesquelles l'approximation n'est pas valide, on peut choisir {\displaystyle w_{2}=0}. Dans ce cas, connaissant le capital initial {\displaystyle k_{0}}, l'unique solution du problème est donnée par {\displaystyle w_{1}={\hat {k}}_{0}}.

## Modèle dynamique stochastique
Au lieu de considérer les paramètres du modèle simple, on considère certains de ces paramètres comme des variables aléatoires. Par exemple A peut être une variable aléatoire suivant un processus de Markov.

## Débats et critiques
Les modèles DSGE font l'objet de diverses critiques. Pierre Dockès relève qu'ils sont critiquables dans la mesure où leurs tentatives d'intégrer la monnaie et les chocs causés par les politiques monétaire et budgétaire demeurent pauvres.